# Scarabaeus pustulosus
Scarabaeus pustulosus är en skalbaggsart som beskrevs av Gerstaecker 1871. Scarabaeus pustulosus ingår i släktet Scarabaeus och familjen bladhorningar. Inga underarter finns listade i Catalogue of Life.